# MIRACLE (アダルトビデオメーカー)
MiRACLE（ミラクル）は、かつて存在したSM系特化の日本のアダルトビデオメーカーである。

## 概要
2001年に女性写真家の本庄奈津子が設立したサイトで、設立当初はSM写真を配信しているサイトだったが、SM動画の配信もはじめ、日本有数のSMサイトにまで成長した。
他のアダルトビデオメーカーが過激なプレイを行っていく傾向にある中で、フェチズム有りの正統派のSM調教を行った。
アメリカのニューヨークから直輸入した革拘束具を使用・調教する“ボンデージ”シリーズや着衣の上から女性を緊縛し身動きを奪うフェチ性の強いシリーズ・女子校生・人妻・アナル・浣腸などのジャンルが存在した。
2022年(もしくは2023年)まで存在したホームページのURLは www.sm-miracle.com であり、Twitterの公式アカウントでもSM-MiRACLEを名乗っていた。

## 主なレーベル
- アナル・浣腸羞恥倶楽部
- 女子校生緊縛館
- ザ・監禁緊縛
- 人妻・MIRACLE
- MANIAC BONDAGE
- OL緊縛白書
- 緊縛美
- 東京MIRACLE 口枷倶楽部

など